# Visconde de Valdemouro
Visconde de Valdemouro é um título nobiliárquico criado por D. Luís I de Portugal, por Decreto de 15 de Novembro de 1879, em favor de José Maria Branco de Melo e Figueiredo.
Titulares
1. José Maria Branco de Melo e Figueiredo, 1.º Visconde de Valdemouro.

Após a Implantação da República Portuguesa, e com o fim do sistema nobiliárquico, usaram o título: 
1. Manuel de Albuquerque Branco de Melo e Figueiredo da Guerra, 2.º Visconde de Valdemouro;
2. Maria José Branco de Melo da Costa e Figueiredo da Guerra, 3.ª Viscondessa de Valdemouro.